# Henk Zeevalking
Hendrik Jan (Henk) Zeevalking (Laag-Keppel, 7 juni 1922 – Delft, 23 februari 2005) was een Nederlands politicus en vrijmetselaar. Hij was een van de oprichters van D66,  voor welke partij hij achtereenvolgens staatssecretaris en minister was. 

## Levensloop
Zeevalking werd geboren als zoon van een onderwijzer. Hij studeerde rechten aan de Universiteit Utrecht, was van 1946 tot 1947 rector van de Utrechtse studentenvereniging Unitas en was van 1950 tot 1952 advocaat te Utrecht. In 1956 werd hij lid van de VVD, welke partij hij in 1966 verliet. In dat jaar ondertekende hij samen met 35 andere personen het democratisch appel waarin werd gepleit voor bestuurlijke en politieke vernieuwing. Hieruit kwam D66 voort (toen nog D'66 geheten), waarvan hij een van de oprichters was. Van 1968 tot 1969 was hij vicevoorzitter van deze nieuwe partij. Zeevalking vond in eerste instantie dat D66 vooral een pragmatische koers moest varen, maar vond later dat de partij sterker moest laten zien van oorsprong Vrijzinnig Democratisch te zijn.
Van september 1970 tot september 1974 was Zeevalking voor toen nog D'66 wethouder verkeerszaken en openbare werken in Utrecht. Hij was de eerste Utrechtse politicus die zich verzette tegen het plan een deel van de Utrechtse binnenstad te slopen voor ruime verkeerswegen naar het centraal gelegen winkelcentrum Hoog Catharijne. Na een korte periode als gewoon raadslid in Utrecht volgde hij tijdens de tweede helft van het kabinet-Den Uyl staatssecretaris van Justitie Glastra van Loon op, die na een conflict met minister van Justitie Van Agt was afgetreden. Zeevalking werd belast met strafrechttoepassing, kinderbescherming en vreemdelingenzaken. Hij regelde onder meer de juridische status van stateloze Molukkers en van Surinamers na de onafhankelijkheid. Hij werd door de Tweede Kamer bekritiseerd vanwege zijn vluchtelingenbeleid. De Kamer vond hem te streng omdat hij Zuid-Afrikaanse, Chinese en Chileense vluchtelingen naar hun vaderland terugstuurde.
Zeevalking werd genoemd als minister van Verkeer en Waterstaat in het tweede kabinet-Den Uyl maar dat kabinet kwam er niet en daarom bleef hij tot januari 1979 Tweede Kamerlid met politie, justitie, waterstaat en verkeer als aandachtsgebieden. In januari 1979 werd hij burgemeester van Rijswijk (Zuid-Holland). Hij combineerde deze functie vanaf oktober van dat jaar met het partijvoorzitterschap van D66. Hij legde beide functies neer toen hij op 11 september 1981 alsnog minister van Verkeer en Waterstaat werd in het kabinet-Van Agt II en vervolgens ook in het kortstondige kabinet-Van Agt III. Als minister van Verkeer en Waterstaat bepaalde Zeevalking in 1981 het tracé voor de Flevolijn, waarbij de Oostvaardersplassen werden ontzien. In 1982 besloot hij evenwel ook tot de fel bekritiseerde aanleg van de autosnelweg A27 dwars door het bosrijke landgoed Amelisweerd, waarvan hij de bomen aanduidde als een "rij struiken".
Van 1985 tot 1988 was hij voorzitter van het college van bestuur van de Technische Universiteit Delft. Daarnaast vervulde hij diverse nevenfuncties. In 1991 kwam hij weer in het nieuws toen hij ervoor opteerde om alle Nederlanders verplicht een identiteitsbewijs op zak te laten hebben.
Zeevalking was te kenschetsen als een 'no nonsense-politicus'. Enerzijds gemoedelijk maar anderzijds als hij het nodig vond bereid om harde maatregelen te nemen, ook als dat inging tegen de wensen van zijn eigen partij, D66.
Hij was lid van de Nederlandse Hervormde Kerk (inmiddels opgegaan in de PKN). Verder was hij verbonden aan de vrijmetselarij, waarover hij ook enkele publicaties heeft uitgebracht. Zeevalking heeft diverse onderscheidingen gekregen. Zo was hij Ridder in de Orde van de Nederlandse Leeuw, Grootofficier in de Orde van Oranje-Nassau en Commandeur de l'Ordre National du Merite van Frankrijk. Sinds 1948 was hij gehuwd met E.A. Brugman. Het paar had drie kinderen.
Henk Zeevalking overleed in 2005 op 82-jarige leeftijd.

## Publicaties
- Het Amateurtoneel
- Vrijmetselarij: Een West-Europees cultuurverschijnsel (1965)
- De Maconieke werkplaats (1971)

- Biografisch Portaal: 83077122
- International Standard Name Identifier: 0000 0003 9139 6751
- Nederlandse Thesaurus van Auteursnamen: 067733050
- Parlement.com: vg09llio1gvq
- Virtual International Authority File: 285246292
- WorldCat: E39PBJq6W9qcrg3g8qf8RMGrbd